# Francesco Martire
Francesco Martire (Pedace, 8 febbraio 1826 – Cosenza, 27 febbraio 1887) è stato un politico italiano.
Si laureò in Giurisprudenza ed in Lettere e Filosofia all'Università di Napoli. Dal 1864 fu socio ordinario dell'Accademia Cosentina.

## Biografia
Discendeva da Lorenzo Martire, alto ufficiale borbonico che resistette valorosamente ai francesi nel XVIII secolo e fu protagonista della reazione borbonica nel 1799 al seguito del cardinale Ruffo e contro la Repubblica Partenopea'.
Nel 1865 venne eletto deputato tra i banchi della sinistra. Il suo impegno al parlamento italiano durò tre legislature. Fu promotore e presidente per la sottocommissione per la discussione della legge sulla Sila. Condusse ricerche di carattere storico-giuridico sfociate nel volume La Sila di Calabria (Le Monnier, 1886). Inoltre portò in parlamento il problema della viabilità e delle ferrovie silane. A lui infatti si deve la realizzazione della ferrovia Cosenza-Sibari. Si occupò anche della soppressione degli ordini religiosi e della conseguente devoluzione del loro patrimonio allo Stato.
Fu sindaco di Pedace e nel 1876, con l'avvento della sinistra al potere, divenne sindaco di Cosenza. Restò in carica fino al 1881. Come primo cittadino ricostruì il ponte Alarico e nel 1878, durante il suo mandato, la città fu dotata di illuminazione a gas. Fu avvocato di fama al foro di Cosenza per lunghi anni.
Fu giornalista e scrittore. Collaborò a Il Fanfulla di Roma e al Rigenerato. Fondò e diresse il Corriere della Calabria (1863-1867); molto nota la sua acerrima polemica con don Vincenzo Padula sulle pagine de Il Bruzio, che lo accusò di collusione con il brigantaggio. Fu redattore del periodico La Libertà dal 1863 al 1867 e negli ultimi anni della sua vita diresse il periodico satirico L'Abate Gioacchino (1882-1887).